# فنسنت تان
فنسنت تان (بالملايوية: Vincent Tan) هو رائد أعمال ماليزي، ولد في 3 مارس 1952 في باتو باهات ‏ في ماليزيا.